# Sydafrika i olympiska sommarspelen 1924
Sydafrika deltog med 30 deltagare vid de olympiska sommarspelen 1924 i Paris. Totalt vann de en guldmedalj, en silvermedelj och en bronsmedalj.

## Medalj

### Guld
- William Smith - Boxning, bantamvikt.

### Silver
- Sydney Atkinson - Friidrott, 110 meter häck.

### Brons
- Cecil McMaster - Friidrott, 10 kilometer gång.